# Demonax hieroglyphicus
Demonax hieroglyphicus är en skalbaggsart som beskrevs av Maurice Pic 1925. Demonax hieroglyphicus ingår i släktet Demonax och familjen långhorningar. Inga underarter finns listade i Catalogue of Life.